# 竹料镇
竹料镇原是中华人民共和国广东省广州市白云区所辖的行政建制镇，位於白云区北部，与人和镇、钟落潭、花都区接壤。

## 交通

### 地鐵
- █14号线：竹料站

### 主幹道
主干道有 105国道（廣從公路）。

## 历史
南宋时期，该地建筑多用竹子建造，名竹寮，後来因字音演变成为竹料。竹料圩建於清末年间，原名公公圩，中华民国9年（1920年）改为现名。原属番禺县，1958年划入广州市郊区，成立竹料公社，1984年改名竹料区，1986年建镇。
2004年6月，竹料镇、良田镇、九佛镇撤销，并入钟落潭镇。